# Olderfjord
Olderfjord (nordsamiska: Leaibevuotna, kvänska: Leipovuono) är en liten ort i Porsangers kommun i Finnmark fylke i norra Norge. Orten är mest känd för att vägkorsningen mellan E6 från södra Norge och E69 mot Nordkap ligger i samhället.